# Klemhoutstraat
De Klemhoutstraat is een helling in Erwetegem, deelgemeente van de Belgische stad Zottegem. De naam 'Klemhout' komt van kleimaat ('kleiweide', een grasland op kleigrond).

## Wielrennen
De straat is bekend als helling in de Driedaagse van De Panne-Koksijde. Ze is in 2014, 2015, 2016 en 2017 opgenomen in het parkoers van de eerste etappe. De straat maakt ook deel uit van het parcours van de Egmont Cycling Race.
In 2024 wordt de helling opgenomen in het Belgisch kampioenschap wielrennen voor heren elite met contract.